# 甲佐町立甲佐中学校
甲佐町立甲佐中学校（こうさちょうりつ こうさちゅうがっこう）は、熊本県上益城郡甲佐町にある町立中学校。

## 沿革
- 1947年
  - 4月22日 - 学制改革により甲佐町・竜野村・宮内村で甲佐町外二ヶ村中学校組合立甲佐中学校が、白旗村・乙女村・豊秋村で白旗村外三ヶ村中学校組合立緑川中学校が設立される。
  - 9月1日 - 宮内小学校内に甲佐中学校宮内分校設立。
- 1948年
  - 4月1日 - 宮内村が中学校組合から脱退し宮内分校が宮内村立宮内中学校として独立。
  - 5月1日 - 甲佐中学校が甲佐高等学校附設甲佐中学校と改称。
- 1949年8月31日 - 甲佐中学校が甲佐町外二ヶ村中学校組合立甲佐中学校と改称。
- 1955年1月1日 - 甲佐中学校が甲佐町立甲佐中学校、緑川中学校が甲佐町外一ヶ町中学校組合立緑川中学校、宮内中学校が甲佐町立宮内中学校と改称。
- 1962年5月 - 宮内中学校が甲佐中学校へ統合。緑川中学校が甲佐町立緑川中学校と改称。
- 1970年4月1日 - 緑川中学校が甲佐中学校へ統合。

## 部活動

### 運動部
- バレーボール部（女）
- バスケット部（男・女）
- 剣道部（男・女）
- 柔道部（男・女）
- サッカー部（男）
- ソフトテニス部（男・女）
- 野球部（男）
- 陸上部（男・女）

### 文化部
- 吹奏楽部（男・女）